# A rézbőrű próféta
A rézbőrű próféta (angolul: Red Prophet) Orson Scott Card amerikai író alternatív történelem/fantasyregénye. Ez Card Teremtő Alvin meséi könyvsorozatának második könyve, és Alvin Millerről szól, a hetedik fiú hetedik fiáról. A rézbőrű próféta 1989-ben Locus-díjat nyert a legjobb fantasy regény kategóriában, jelölték a Nebula-díjra a legjobb regényért 1988-ban, és Hugo-díjra a legjobb regényért 1989-ben.

## Cselekmény
|  | Alább a cselekmény részletei következnek! |

Lolla-Wossiky, egy bánkódó, egyszemű, whiskys "rézbőrű" (bennszülött amerikai), elhagyja Harrison tábornok erődjét, és észak felé veszi az irányt, hogy megtalálja az "álomlényét", azt a szellemet, amely megmentheti emlékei fájdalmától. Útja során találkozik az ifjabb Alvin Millerrel, és segít neki abban, hogy egy olyan etikai döntést hozzon, amely örökre megváltoztathatja az életét. Köszönetként Alvin meggyógyítja Lolla-Wossiky fájdalmas emlékeit, ezzel lehetővé téve számára, hogy feladja az alkoholt és ismét kapcsolatba kerüljön a természettel. Lolla-Wossiky "Prófétává" válik, bár jobban szereti, ha Tenszka-Tevának szólítják. Lolla-Wossiky egyaránt hirdet békét és különállást, és úgy gondolja, hogy a "rézbőrűek" Mississippitől nyugatra, a "fehérek" pedig attól keletre kellene éljenek.
Eközben Lolla-Wossiky bátyja, Te-Kumsza maga mögé próbálja állítani a "rézbőrűeket", azzal a meggyőződéssel, hogy a földjüket erőszakosan kell megvédeni. Amikor az ifjabb Alvin Miller és bátyja, Mérték a születési helyére utazik (ahol Alvin várhatóan a Hatrack-folyó kovácsánál tanítvánnyá válik), a két testvért elfogják a „rézbőrűek”, akiket William Henry Harrison azért küldött, hogy konfliktust teremtsenek. A Lolla-Wossiky által küldött Te-Kumsza megmenti a testvéreket a kínzástól és a haláltól. A Mérték elhagyja a "rézbőrűeket", csak azért William Henry Harrison emberei elfogják és halál közeli állapotra verjék. Te-Kumsza elkíséri Alvint a Nyolcarcú Domb szent helyére, ahol találkoznak Alvin régi barátjával, Mendemondóval. A Nyolcarcú Domb erejét felhasználva Alvin messziről meg tudja gyógyítani Mértéket. Mérték ezután képes megállítani Lolla-Wossiky híveinek, a falusi lakosok és William Henry Harrison emberei által való lemészárlását, amely Alvin és Mérték Miller állítólagos elrablása és meggyilkolása miatt történt volna.
|  | Itt a vége a cselekmény részletezésének! |

## Szereplők

### Történelmi
- Tecumseh (mint Te-Kumsza)
- Tenskwa-Tawa – a Próféta néven ismert, Tenszkva-Teva "belső szeme" segítségével megjósolta a jövőt, és segített az események alakításában, hogy azok megfeleljenek jóslatainak.
- William Henry Harrison
- Bonaparte Napóleon – Olyan fortélya van, hogy katonái őrülten hűségesek hozzá és hajlandók meghalni érte.
- La Fayette
- Andrew "Hickory" Jackson

## Magyarul
- A rézbőrű próféta; ford. Horváth Norbert; Kalandor, Bp., 2003 (Teremtő Alvin meséi)

## Külső hivatkozások
- A rézbőrű prófétáról Card weboldaláról

## Fordítás
- Ez a szócikk részben vagy egészben  a   Red Prophet című angol Wikipédia-szócikk ezen változatának fordításán alapul.  Az eredeti cikk szerkesztőit annak laptörténete sorolja fel. Ez a jelzés csupán a megfogalmazás eredetét és a szerzői jogokat jelzi, nem szolgál a cikkben szereplő információk forrásmegjelöléseként.